# Labidoplax buski
Labidoplax buski är en sjögurkeart. Labidoplax buski ingår i släktet Labidoplax och familjen masksjögurkor. Inga underarter finns listade i Catalogue of Life.